# Милев, Здравко
Здравко Милев (25 октября 1929, Тырговиште — 1 января 1984, София) — болгарский шахматист; международный мастер (1952). Шахматный теоретик и журналист. Инженер-химик. Участник многих чемпионатов Болгарии (1950—1964), в том числе в 1952, 1960 и 1961 — 1-е место. В составе команды Болгарии участник 6 олимпиад (1954—1964). Первым из болгарских шахматистов добился успехов в международных соревнованиях: Бухарест (1951) — 1-е и Медзи-Здруй (1952) — 1-2-е места. Автор многих публикаций по теории шахмат.

## Книги
- Шахматни комбинации, София, 1961 (соавтор);
- Намерете най-добрия ход, София, [6. г.];
- Защита Грюнфелд, София, 1969;
- Система Земиша, Староиндийска защита, София, [б. г.].